# Isobel Cooper
Isobel Cooper, conocida profesionalmente como Izzy, es una soprano inglesa, que interpreta principalmente Crossover clásicos. Izzy estudió en la Guildhall School of Music and Drama en Londres.
Su álbum debut Libera Me se lanzó en 1998. Otras publicaciones de CD incluyen los álbumes Ascolta y New Dawn. Un compilado titulado Izzy, que incluye un dueto de la canción "The Prayer," con el tenor noteamericano Daniel Rodríguez fue lanzado en los Estados Unidos.
Dos de sus CD alzanzaron la posición No. 1 en el ranking de música clásica británica Classic FM.
En 2004 fue la artista destacada en el chart de música bailable de Gran Bretaña, con el éxito Now We Are Free, un remix bailable del tema de la película Gladiator.
También, su canción Wish fue parte de la banda sonora del videojuego Rygar: The Legendary Adventure.

## Discografía
- Libera Me
- Ascolta
- New Dawn
- Izzy Sings Musicals